# Mariam Diarra
Mariam Diarra (28 de septiembre de 1996) es una deportista maliense que compite en taekwondo. Ganó una medalla de plata en los Juegos Panafricanos de 2015, y una medalla de bronce en el Campeonato Africano de Taekwondo de 2014.

## Palmarés internacional
| Juegos Panafricanos | Juegos Panafricanos               | Juegos Panafricanos | Juegos Panafricanos |
| Año                 | Lugar                             | Medalla             | Categoría           |
| ------------------- | --------------------------------- | ------------------- | ------------------- |
| 2015                | Brazzaville (República del Congo) | Medalla de plata    | –67 kg              |
| Campeonato Africano |                                   |                     |                     |
| Año                 | Lugar                             | Medalla             | Categoría           |
| 2014                | Túnez (Túnez)                     | Medalla de bronce   | –67 kg              |